# Massimo Guglielmi
Massimo Guglielmi (Civitavecchia, 10 de enero de 1970) es un deportista italiano que compitió en remo. Ganó ocho medallas en el Campeonato Mundial de Remo entre los años 1990 y 2001.

## Palmarés internacional
| Campeonato Mundial | Campeonato Mundial            | Campeonato Mundial | Campeonato Mundial      |
| Año                | Lugar                         | Medalla            | Prueba                  |
| ------------------ | ----------------------------- | ------------------ | ----------------------- |
| 1990               | Tasmania (Australia)          | Medalla de oro     | Cuatro scull ligero     |
| 1992               | Montreal (Canadá)             | Medalla de oro     | Cuatro scull ligero     |
| 1994               | Indianápolis (Estados Unidos) | Medalla de plata   | Cuatro scull ligero     |
| 1995               | Tampere (Finlandia)           | Medalla de bronce  | Cuatro scull ligero     |
| 1996               | Motherwell (Reino Unido)      | Medalla de oro     | Cuatro scull ligero     |
| 1997               | Aiguebelette (Francia)        | Medalla de oro     | Cuatro scull ligero     |
| 1998               | Colonia (Alemania)            | Medalla de bronce  | Ocho con timonel ligero |
| 2001               | Lucerna (Suiza)               | Medalla de bronce  | Dos sin timonel ligero  |